# Aaron Mermelstein
Aaron Mermelstein (* 30. April 1987 in Philadelphia, Pennsylvania) ist ein professioneller US-amerikanischer Pokerspieler. Er ist zweifacher Titelträger der World Poker Tour.

## Persönliches
Mermelsteins Eltern emigrierten Ende der 1970er-Jahre aus der Ukrainischen Sozialistischen Sowjetrepublik in die Vereinigten Staaten und ließen sich in Philadelphia nieder. Er besuchte die Pennsylvania State University und machte einen Abschluss in Betriebswirtschaftslehre. Mermelstein lebt in Miami.

## Pokerkarriere
Mermelstein lernte das Spiel als Jugendlicher und begann während seiner Zeit am College mit dem Spielen von Onlinepoker auf den Plattformen Full Tilt Poker und PokerStars unter dem Nickname aaronmermel.
Seine erste Geldplatzierung bei einem Live-Turnier erzielte Mermelstein Ende Januar 2010 in Atlantic City. Im Juli 2013 war er erstmals bei der World Series of Poker (WSOP) im Rio All-Suite Hotel and Casino am Las Vegas Strip erfolgreich und kam bei zwei Turnieren der Variante No Limit Hold’em in die Geldränge. Mitte November 2014 gewann er ein Deepstack-Turnier der Borgata Fall Poker Open in Atlantic City und erhielt rund 40.000 US-Dollar. An gleicher Stelle setzte sich der Amerikaner Ende Januar 2015 beim Main Event der World Poker Tour gegen 988 andere Spieler durch und sicherte sich eine Siegprämie von mehr als 710.000 US-Dollar. Im September 2015 gewann er beim Main Event der WPT Maryland Live! in Hanover seinen zweiten WPT-Titel und erhielt ein Preisgeld von über 250.000 US-Dollar. Das Main Event der Borgata Spring Poker Open beendete Mermelstein Ende April 2016 als Zweiter für rund 200.000 US-Dollar. Im Juni 2016 belegte er beim Main Event der Hollywood Poker Open im M Resort Spa Casino am Las Vegas Strip ebenfalls den mit über 200.000 US-Dollar dotierten zweiten Rang. Mitte April 2019 gewann der Amerikaner das High Roller des Seminole Hard Rock Poker Showdown in Hollywood, Florida, und erhielt aufgrund eines Deals mit Alex Foxen eine Siegprämie von knapp 620.000 US-Dollar. Bei der WSOP 2022, die erstmals im Bally’s Las Vegas und Paris Las Vegas ausgespielt wurde, erreichte Mermelstein im Main Event den siebten Turniertag und schied dort auf dem mit mehr als 320.000 US-Dollar dotierten 20. Platz aus. Im August 2023 gewann er in Hollywood das High Roller der Seminole Hard Rock Poker Open mit einer Siegprämie von rund 615.000 US-Dollar.
Insgesamt hat sich Mermelstein mit Poker bei Live-Turnieren mehr als 4,5 Millionen US-Dollar erspielt.